# Alessandro Rossi (Politiker)

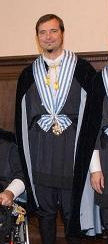
Alessandro Rossi

Alessandro Rossi (* 10. August 1967 in Rimini) ist ein san-marinesischer Politiker.
Rossi hat einen Abschluss als Diplom-Ingenieur der Universität Bologna. Seit 2000 arbeitet er als Netzwerkadministrator.
Rossi gehörte zu den Gründern der Idee in Movimento. Er wurde 1998 auf der gemeinsamen Liste von IM und dem Partito Progressista Democratico Sammarinese in den Consiglio Grande e Generale, das Parlament San Marinos, gewählt. Er war stellvertretender Fraktionsvorsitzender. Rossi gehörte 2001 zu den Gründern des Partito dei Democratici, in dem der PPDS aufging. 2001 erneut ins Parlament gewählt, wurde er wieder stellvertretender Fraktionsvorsitzender. 2005 schloss er sich der neugegründeten Sinistra Unita an und wurde Fraktionsvorsitzender. Auf der Liste der Sinistra Unita wurde er bei den Wahlen 2006, 2008 und 2012 wiedergewählt. Ab 2006 gehörte er dem Consiglio dei XII und dem Außenausschusses an und war bis 2009 stellvertretender Delegierter San Marino bei der Parlamentarischen Versammlung des Europarates. In der Legislaturperiode von 2008 bis 2012 gehörte er dem Gesundheitsausschuss an. Ab 2012 gehörte er dem Außenausschuss an und war erneut stellvertretender Delegierter bei der Parlamentarischen Versammlung des Europarates. Am 17. Mai 2013 verzichtete er auf seinen Sitz im Parlament. Nachrücker wurde Luca Lazzari.
Er wurde gemeinsam mit Alessandro Mancini für die Periode vom 1. April bis 1. Oktober 2007 zum Staatsoberhaupt von San Marino (Capitano Reggente) gewählt. In der Periode vom 1. April bis 1. Oktober 2024 war er erneut gemeinsam mit Milena Gasperoni Capitano Reggente.
Rossi ist verheiratet und lebt in Acquaviva.